# Oussolié
Oussolié (en russe : Усолье) est une ville du kraï de Perm, en Russie, et le centre administratif du raïon Oussolski. Sa population s'élevait 5 738 habitants en 2013.

## Géographie
Oussolié est située sur la rive droite du réservoir de la Kama, large de plus d'un kilomètre à cet endroit. Elle fait face à la ville de Berezniki sur l'autre rive ; les deux villes sont reliées par un pont routier franchissant la Kama au nord des deux villes. Oussolie se trouve à 157 km au nord de Perm et à 1 204 km au nord-est de Moscou.

## Histoire
La ville fut créée en 1606 près de la saline de Novoïé Oussolié. Jusqu'à la fin du XVIIIe siècle elle était le centre des possessions de la famille Stroganov, sur la Kama, et jusqu'au XIXe siècle un centre de valorisation du sel. Oussolié reçut le statut de ville en 1940. Lors du remplissage du réservoir de la Kama, en 1958, une partie de la ville fut inondée.

## Population
Recensements (*) ou estimations de la population
| 1926* | 1959*  | 1970*  | 1979* | 1989* |
| ----- | ------ | ------ | ----- | ----- |
| 8 935 | 11 788 | 10 091 | 7 909 | 6 453 |

| 2002* | 2010* | 2012  | 2013  | - |
| ----- | ----- | ----- | ----- | - |
| 9 144 | 5 694 | 5 705 | 5 738 | - |

## Personnalités
- Andreï Voronikhine (1759-1814), architecte